# Герондас
Герондас (грч. Γέροντας) је насељено место у општини Места у периферији Источна Македонија и Тракија, Грчка. Према попису из 2021. године било је 378 становника.
Према бугарском географу и историчару, Василу Канчову, у Герондасу је 1900. године живело 125 Турака. Године 1924. турско становништво је принудно исељено у Турску а на њихово место су насељене грчке избегличке породице из Турске, којих је на попису из 1928. године било 576. Село се раније звало Бојну Кизили.